# 살인면허
살인면허는 국가로부터 비밀요원에게 합법적으로 암살할 권한을 부여한 것을 말한다.
영화 007 시리즈에서 제임스 본드의 첩보원명 007의'00'은 영국 외부무 MI6에서 허가해 준 살인면허이며, '7'은 '살인면허를 가진 일곱 번째 요원'이라는 뜻이다. 제임스 본드는 이외에도 현역 영국해군 중령의 직함도 갖고 있다.
영국 비밀정보국법(Intelligence Services Act 1994) 제7조는 국외에서 벌어지는 비밀작전이 외무장관의 허가 아래 이뤄지는 경우 형사상 민사상 법적 책임을 지지 않는다고 규정한다. 비밀작전에 7조를 적용해 달라는 요청은 9·11 테러 이후 급증해, 2009년에만 500건의 외무장관 서명이 이뤄졌다.

## 같이 보기
- 킬 리스트